# Oldenlandia linoides
Oldenlandia linoides là một loài thực vật có hoa trong họ Thiến thảo. Loài này được Griff. mô tả khoa học đầu tiên năm 1854.